# ローラ・T370
ローラ・T370 (Lola T370) は、アンディ・スモールマンが設計したフォーミュラ1カー。1974年シーズンと1975年シーズン前半にエンバシー・ヒルで使用された。1973年にシャドウ・DN1で失敗した後、エンバシー・ヒルはローラからマシンを調達した。T370はフォーミュラ5000マシンを元にしており、ローラのF5000カーに似ていたが、非常に大きなエアボックスを搭載していた。エンバシー・ヒルはグラハム・ヒルとガイ・エドワーズを起用し、2台体制でシーズンに臨んだ。 マシンは1973年シーズン終了前に準備され、1974年シーズン前の1月まで何度もテストが行われた。

## レース戦歴

### 1974
シーズン開幕戦のアルゼンチングランプリでヒルは予選17位、エドワーズはグリッド最後尾となった。決勝ではヒルが残り数ラップで10位走行中にエンジントラブルでリタイア、エドワーズは優勝したデニス・ハルムから2周遅れの11位となった。第2戦ブラジルではエドワーズは予選最下位の25位で、これは24位のブラバムのリチャード・ロバーツよりも2秒以上遅かった。ヒルは予選21位だった。決勝は雨のため短縮されヒルは11位、エドワーズは3周目にシャシーのトラブルでリタイアした。第3戦南アフリカはヒルのみがエントリーし、予選18位、決勝12位という結果だった。
ヨーロッパラウンドが始まり、スペイングランプリは再びヒルとエドワーズの2台がエントリーしたが、エドワーズは予選落ちし、ヒルは19番手スタート、決勝は中盤でエンジントラブルのためリタイアした。ベルギーではエドワーズが初めてヒルを予選で上回り、エドワーズ21番手、ヒル29番手で決勝に臨んだ。決勝も初めて両者共に完走し、ヒルが8位（2周遅れ）、エドワーズが12位（3周遅れ）という結果であった。モナコではヒルが予選19位、エドワーズは予選24位となったが、決勝はヒルが7位、エドワーズ8位とあと僅かでポイント獲得を逃した。続くスウェーデンではヒルが予選15位、エドワーズ18位でスタート、ヒルは6位入賞しシーズン初ポイント（キャリア最後のポイント獲得）を獲得し、エドワーズは7位で完走した。両者共に優勝したジョディ・シェクターからは1周遅れであった。オランダでは再びエドワーズがヒルを予選で上回り、エドワーズ14番手、ヒル19番手でスタートしたが、ヒルがギアボックスのトラブル、エドワーズは燃料システムのトラブルで両者共にリタイアした。フランスでは22台中エドワーズが予選20位、ヒルが予選21位となり、決勝はヒルが13位、エドワーズが15位であった。

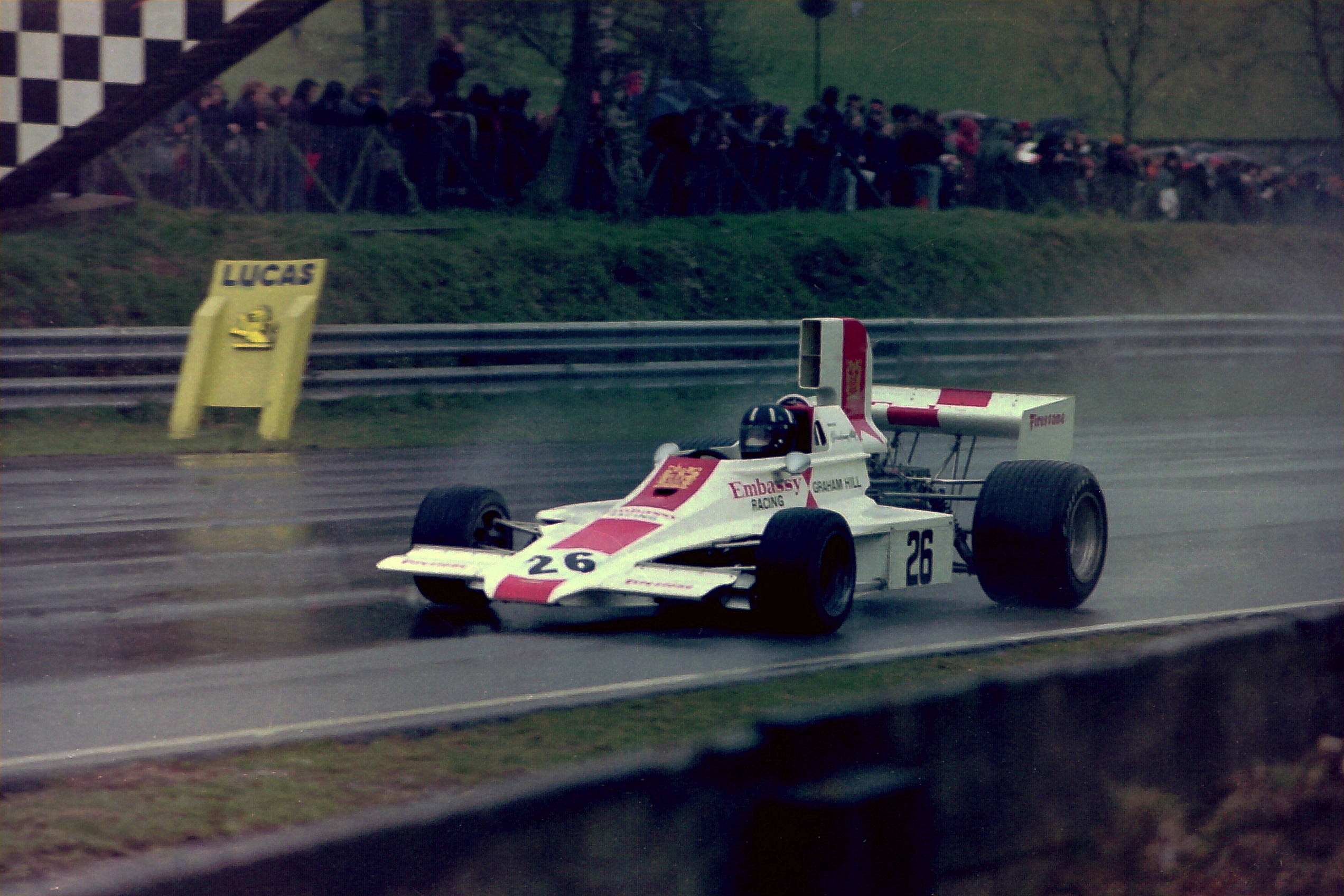
グラハム・ヒルのT370、1974年のレース・オブ・チャンピオンズ。

イギリスグランプリの週末、最初の予選の後にエドワーズはフォーミュラ5000の事故で手首を骨折し、チームは地元ドライバーのピーター・ゲシンを代役に起用した。ゲシンは予選21位、ヒルは予選22位となったが、決勝でゲシンは体調不良のため1周目でリタイア、ヒルは13位で完走した。ドイツグランプリでエドワーズは復帰したが予選落ちし、ヒルは予選20位、決勝9位に終わった。
エドワーズの手首は完全に治癒していなかったので、彼に代わってロルフ・シュトメレンが残りのシーズンに起用された。第13戦オーストリアグランプリでシュトメレンは予選13位、ヒルは予選21位となったが、決勝ではシュトメレンはパンクの後事故でリタイアし、ヒルは12位で完走した。イタリアではシュトメレンが予選14位、ヒルが予選21位でスタートしたが、シュトメレンはサスペンショントラブルでリタイアし、ヒル勝者はロニー・ピーターソンから1周遅れの8位で完走した。終盤2戦の北米ラウンドに入り、カナダグランプリでシュトメレンは予選11位、決勝も11位、ヒルは予選20位、決勝14位に終わった。最終戦アメリカグランプリではシュトメレンが予選21位、ヒルが予選24位となったが、決勝ではヒルが1周遅れの8位、シュトメレンは5周遅れの12位となった。
世界選手権のドライバーズランキングでヒルは1ポイントを獲得し8位、ローラはコンストラクターズランキングで12位となった。ヒルはチームの4人のドライバーの内、T370でポイントを獲得した唯一のドライバーであった。

### 1975
エンバシー・ヒルはローラ・T371（後にヒル・GH1と改名）の準備ができていなかったため、ヒルとシュトメレンはシーズン序盤2戦でT370を走らせた。開幕戦のアルゼンチンでシュトメレンは予選19位、ヒルは予選21位となり、決勝ではシュトメレン13位、ヒルは10位となった。ブラジルではヒルが予選20位、シュトメレンが予選23位となり、決勝はヒルが12位、シュトメレンが14位となった。
第3戦南アフリカではシュトメレンが新型のT371をドライブし、ヒルはT370を使用した。しかし実際にはプラクティスのアクシデントでヒルは予選落ちしている。スペインでは2台のGH1が準備され、（この頃T371からGH1に改名された）T370は使用されなかった。第5戦モナコはヒルのみがエントリーし、予選でGH1とT370の両方を使用したが予選を通過することはできなかった。ヒルはその後現役から引退し、T370は使用されなくなった。シーズン残りはスペアカーとして用意されたが、使用されることは無かった。

## F1における全成績
(key)
| 年     | チーム                                         | エンジン                       | タイヤ | ドライバー           | 1   | 2   | 3   | 4   | 5   | 6   | 7   | 8   | 9   | 10  | 11  | 12  | 13  | 14  | 15  | ポイント | 順位 |
| ------ | ---------------------------------------------- | ------------------------------ | ------ | -------------------- | --- | --- | --- | --- | --- | --- | --- | --- | --- | --- | --- | --- | --- | --- | --- | -------- | ---- |
| 1974年 | エンバシー・レーシング・ウィズ・グラハム・ヒル | フォード-コスワース DFV 3.0 V8 | F      |                      | ARG | BRA | RSA | ESP | BEL | MON | SWE | NED | FRA | GBR | GER | AUT | ITA | CAN | USA | 1        | 12位 |
| 1974年 | エンバシー・レーシング・ウィズ・グラハム・ヒル | フォード-コスワース DFV 3.0 V8 | F      | グラハム・ヒル       | Ret | 11  | 12  | Ret | 8   | 7   | 6   | Ret | 13  | 13  | 9   | 12  | 8   | 14  | 8   | 1        | 12位 |
| 1974年 | エンバシー・レーシング・ウィズ・グラハム・ヒル | フォード-コスワース DFV 3.0 V8 | F      | ガイ・エドワーズ     | 11  | Ret |     | DNQ | 12  | 8   | 7   | Ret | 15  | DNS | DNQ |     |     |     |     | 1        | 12位 |
| 1974年 | エンバシー・レーシング・ウィズ・グラハム・ヒル | フォード-コスワース DFV 3.0 V8 | F      | ピーター・ゲシン     |     |     |     |     |     |     |     |     |     | Ret |     |     |     |     |     | 1        | 12位 |
| 1974年 | エンバシー・レーシング・ウィズ・グラハム・ヒル | フォード-コスワース DFV 3.0 V8 | F      | ロルフ・シュトメレン |     |     |     |     |     |     |     |     |     |     |     | Ret | Ret | 11  | 12  | 1        | 12位 |
| 1975年 | エンバシー・レーシング・ウィズ・グラハム・ヒル | フォード-コスワース DFV 3.0 V8 | G      |                      | ARG | BRA | RSA | ESP | MON | BEL | SWE | NED | FRA | GBR | GER | AUT | ITA | USA |     | -        | -    |
| 1975年 | エンバシー・レーシング・ウィズ・グラハム・ヒル | フォード-コスワース DFV 3.0 V8 | G      | グラハム・ヒル       | 10  | 12  | DNQ |     | DNQ |     |     |     |     |     |     |     |     |     |     | -        | -    |
| 1975年 | エンバシー・レーシング・ウィズ・グラハム・ヒル | フォード-コスワース DFV 3.0 V8 | G      | ロルフ・シュトメレン | 13  | 14  |     |     |     |     |     |     |     |     |     |     |     |     |     | -        | -    |
| 出典： |                                                |                                |        |                      |     |     |     |     |     |     |     |     |     |     |     |     |     |     |     |          |      |

## ノンタイトル戦における成績
(key)
| 年     | チーム                                         | エンジン                | ドライバー       | タイヤ | 1   | 2   | 3   |
| ------ | ---------------------------------------------- | ----------------------- | ---------------- | ------ | --- | --- | --- |
| 1974年 | エンバシー・レーシング・ウィズ・グラハム・ヒル | フォード-コスワース DFV |                  | F      | PRE | ROC | INT |
| 1974年 | エンバシー・レーシング・ウィズ・グラハム・ヒル | フォード-コスワース DFV | グラハム・ヒル   | F      |     | Ret | Ret |
| 1974年 | エンバシー・レーシング・ウィズ・グラハム・ヒル | フォード-コスワース DFV | ガイ・エドワーズ | F      |     |     | 9   |
| 出典： |                                                |                         |                  |        |     |     |     |

## 参照
1. ↑  “Lola T370”.   Jonathan Davies. 2015年12月12日閲覧。
2. ↑  Hodges, David (2001). A-Z of Grand Prix Cars. Ramsbury, Wiltshire: Crowood. pp. 129. ISBN 1861263392
3. ↑  “Grand Prix results, Argentine GP 1974”.   grandprix.com. 2015年9月3日閲覧。
4. ↑  “Grand Prix results, Brazilian GP 1974”.   grandprix.com. 2015年9月3日閲覧。
5. ↑  “Grand Prix results, South African GP 1974”.   grandprix.com. 2015年9月3日閲覧。
6. ↑  “Grand Prix results, Spanish GP 1974”.   grandprix.com. 2015年9月3日閲覧。
7. ↑  “Grand Prix results, Belgian GP 1974”.   grandprix.com. 2015年9月3日閲覧。
8. ↑  “Grand Prix results, Monaco GP 1974”.   grandprix.com. 2015年9月3日閲覧。
9. ↑  “Grand Prix results, Swedish GP 1974”.   grandprix.com. 2015年9月3日閲覧。
10. ↑  “Grand Prix results, Dutch GP 1974”.   grandprix.com. 2015年9月3日閲覧。
11. ↑  “Grand Prix results, French GP 1974”.   grandprix.com. 2015年9月3日閲覧。
12. ↑  “Grand Prix results, British GP 1974”.   grandprix.com. 2015年9月3日閲覧。
13. ↑  “Grand Prix results, German GP 1974”.   grandprix.com. 2015年9月3日閲覧。
14. ↑  “Grand Prix results, Austrian GP 1974”.   grandprix.com. 2015年9月3日閲覧。
15. ↑  “Grand Prix results, Italian GP 1974”.   grandprix.com. 2015年9月3日閲覧。
16. ↑  “Grand Prix results, Canadian GP 1974”.   grandprix.com. 2015年9月3日閲覧。
17. ↑  “Grand Prix results, United States GP 1974”.   grandprix.com. 2015年9月3日閲覧。
18. ↑  Small, Steve (1994). The Guinness Complete Grand Prix Who’s Who. Guinness. pp. 126, 152, 188 & 362. ISBN 0851127029
19. ↑  “Grand Prix results, Argentine GP 1975”.   grandprix.com. 2015年9月4日閲覧。
20. ↑  “Grand Prix results, Brazilian GP 1975”.   grandprix.com. 2015年9月4日閲覧。
21. ↑  Small, Steve (1994). The Guinness Complete Grand Prix Who’s Who. Guinness. pp. 188 & 362. ISBN 0851127029
22. ↑  “Grand Prix results, South African GP 1975”.   grandprix.com. 2015年9月4日閲覧。
23. ↑  “Grand Prix results, Monaco GP 1975”.   grandprix.com. 2015年9月4日閲覧。
24. ↑  “All Results of Lola T370”.   Racing Sports Cars. 2015年9月4日閲覧。
25. ↑  Small, Steve (1994). The Guinness Complete Grand Prix Who's Who. Guinness. pp. 126, 152, 188 and 363. ISBN 0851127029
26. ↑  “1974 Non-World Championship Grands Prix”. silhouet.com. 2017年1月13日閲覧。